# Ernest Will
Pour les articles homonymes, voir Will.
Ernest Louis Georges Will est un archéologue et professeur d'université français né le 25 avril 1913 à Uhrwiller (Bas-Rhin) et mort le 24 septembre 1997 dans le 14e arrondissement de Paris. Il est membre de l'Académie des inscriptions et belles-lettres (1973).

## Biographie
Après des études secondaires au Gymnase protestant et une licence de lettres à l'université de Strasbourg, il entre à l'École normale supérieure (Paris) en 1933 et obtient l'agrégation de lettres en 1936. Il est élève de l'École française d'Athènes de 1937 à 1939 et mène des recherches sur les sites de Thasos, Délos et Delphes. Il est mobilisé à l'approche de la Seconde Guerre mondiale et se voit affecté à Beyrouth à l'état-major du général Weygand. Après l'armistice de 1940, il rentre en France où il est alors professeur de lettres au lycée Thiers de Marseille de 1940 à 1943. Il devient assistant du doyen Charles Dugas à la faculté des Lettres de Lyon, puis il enseigne au lycée Ampère de Lyon (1945).
Le 1er octobre 1946, il devient, avec Jean Starcky, l'un des deux premiers pensionnaires de l'Institut français d'archéologie de Beyrouth, que vient de fonder la même année Henri Seyrig et il se spécialise dans les recherches sur le Proche-Orient hellénisé.
À son retour en France en 1951, il est assistant de grec à l'université de Lille (1951-1953). Il soutient une thèse d'État ès lettres en 1953, intitulée Le relief cultuel gréco-romain : contribution à l'histoire de l'art de l'Empire romain, et il est recruté comme professeur d'université à Lille (1953-1963). Il est directeur des Antiquités historiques du Nord-Picardie (1953-1968). Il rejoint la Faculté des lettres de Paris comme professeur de langue et littérature grecques (1963-1970) puis devient professeur d'histoire de l'art et archéologie à l'Institut d'art et d'archéologie de l'université Paris 1 Panthéon-Sorbonne (1970-1973).
Il revient à Beyrouth, en tant que directeur de l'Institut français d’archéologie du Proche-Orient (IFAPO) (1973-1980) et mène dans ce cadre une activité considérable, lors de la guerre du Liban, pour préserver les intérêts de l'Institut et « lui donner un nouvel élan », notamment en ouvrant des antennes à Amman (Jordanie) et à Damas (Syrie). L'IFAPO est depuis 2003 une composante de l'actuel Institut français du Proche-Orient (IFPO).
Au terme de sa mission, il reprend son poste à l'Institut d'art et d'archéologie, puis prend sa retraite universitaire en 1982.
Il dirige durant 19 ans la revue Syria, revue d'archéologie de l'Institut Français du Proche-Orient (1978-1997).
Il est nommé membre du conseil scientifique de l’École française d'Extrême-Orient en 1992.

### Vie privée
Il était l'époux de Germaine Will (1913-1995), enseignante d'anglais.

## Distinctions
- Élu à l'Académie des inscriptions et belles-lettres en 1973[11].
- Officier de la Légion d'honneur
- Commandeur des Palmes académiques
- Officier de l'ordre des Arts et des Lettres

### Sources
- Fonds EW - Ernest Will. Archéologie du Proche-Orient hellénistique et romain, MAE René-Ginouvès, université Paris Ouest Nanterre.
- Roger Agache et Jean-Claude Blanchet, « Nécrologie d'Ernest Will (1913-1997) »,  Revue archéologique de Picardie, nos 3-4, 1997, p. 5-7, lire en ligne
- « Bibliographie d'Ernest Will (1913-1997) », Syria, tome 75, 1998, p. 1-8, lire en ligne
- Mélanges offerts à Ernest Will, Université de Lille III, Villeneuve d'Ascq, 1984, 430 p. (numéro spécial de Revue du Nord, no 260)
- Georges Le Rider, Notice sur la vie et les travaux de Ernest Will, Palais de l'Institut, Paris, 1999, 10 p.
- Théodore Rieger, « Ernest Will », in Nouveau Dictionnaire de biographie alsacienne, vol. 40, p. 42-43
- Maurice Sartre, « Will Ernest (1913-1997) », Encyclopædia Universalis en ligne, ,

### Ouvrages
- La Tour funéraire de Palmyre, Paris, Paul Geuthner, 1949
- Le Relief cultuel gréco-romain : contribution à l'histoire de l'art de l'Empire romain, Paris, E. de Boccard, 1955
- Les Palmyréniens, Paris, Armand Colin, DL 1992
- De l'Euphrate au Rhin, somme de contributions, IFAPO, 1995